# Санта-Элизабетта
Санта-Элизабетта (итал. Santa Elisabetta) — коммуна в Италии, располагается в регионе Сицилия, в провинции Агридженто.
Население составляет 2840 человек (2008 г.), плотность населения составляет 176 чел./км². Занимает площадь 16 км². Почтовый индекс — 92020. Телефонный код — 0922.
Покровителем коммуны почитается святой Стефан Первомученик, празднование 26 декабря.

## Демография
Динамика населения:

## Администрация коммуны
- Официальный сайт: https://web.archive.org/web/20080820154816/http://www.comune.santaelisabetta.ag.it/